# 奇熱夫
奇熱夫（波蘭語：Czyżew）是波蘭的一座城市，位於波德拉謝省，鄰近與馬佐夫舍省邊界處。在1738年至1870年之間取得城市地位。
1. 1 2  , Główny Urząd Statystyczny, 2024-07-22  [2025-02-01], （原始内容存档于2024-12-04） （波兰语）